# الوصول إلى العدالة
الوصول إلى العدالة هو مبدأ أساسي في سيادة القانون يصف كيف يتساوى المواطنون في الوصول إلى الأنظمة القانونية في سياقهم. تحتوي معظم السياقات على مبادرات وبرامج مصممة لتقديم الخدمات القانونية للسكان الذين قد يجدون صعوبة في الحصول على المشورة والتمثيل القانونيين. بدون الوصول إلى العدالة، لن يكون الناس قادرين على ممارسة حقوقهم بالكامل، أو تحدي التمييز، أو مساءلة صانعي القرار عن أفعالهم.
تختلف الطريقة التي تساعد بها الدول مواطنيها على الوصول إلى العدالة حسب الدولة. يمكن زيادة الوصول إلى العدالة من خلال منظمات المساعدة القانونية الممولة والموظفون بشكل صحيح والتي تقدم خدمات قانونية مجانية للفقراء، ومن خلال البرامج المجانية التي يقدم من خلالها المحامون المتطوعون الخدمات والتمثيل في المحكمة، أو من خلال برامج أخرى مصممة لمساعدة الناس على الحصول على سبل الانتصاف القانونية من خلال المحاكم أو غيرها من مؤسسات العدالة.

## المبادرات الدولية

### حرية الوصول إلى حركة القانون
تأسست حركة حرية الوصول إلى القانون (FALM) في عام 1992، بهدف توفير الوصول المجاني عبر الإنترنت إلى المعلومات والموارد القانونية الأساسية. في عام 2002، اعتمدت FALM إعلان الوصول الحر إلى القانون. كان الهدف من الحركة هو ضمان إتاحة المعلومات القانونية للجميع مجانًا. أعلن الإعلان أن المعلومات القانونية العامة هي التراث المشترك للبشرية.
شاركت المنظمات الأعضاء في FALM ، من خلال الإنترنت بشكل أساسي، في نشر واسع النطاق للمعلومات القانونية الأولية والثانوية. تشمل الأمثلة المبكرة معهد المعلومات القانونية في كلية كورنيل للقانون والمعهد الأسترالي للمعلومات القانونية، وهو مشروع مشترك بين جامعة سيدني للتكنولوجيا وجامعة نيو ساوث ويلز. تضمن الأخير اعتمادًا مبكرًا لتكنولوجيا النص التشعبي لتمثيل القوانين كشبكة من العقد، كل منها يمثل قسمًا.
في عام 2013، أنشأت كلية كورنيل للقانون مجلة الوصول المفتوح إلى القانون ، لتعزيز البحث الدولي حول موضوع الوصول المفتوح إلى القانون.

## المبادرات حسب البلد

### ميانمار
العدالة هو الاتحاد الأوروبي- مبادرة ممولة للوصول إلى العدالة تهدف إلى تجهيز الناس من ميانمار مع المعرفة والثقة والفرص لحل النزاعات بشكل عادل ومنصف وعادل. منذ عام 2015، أقاموا عددا من «مراكز العدالة» في جميع أنحاء ميانمار لتحسين الوصول إلى العدالة من خلال تقديم المشورة القانونية المجانية لذوي الدخل المنخفض والمهمشين، فضلا عن المشاركة في المشاريع المتعلقة بإدخال المساعدة القانونية والتدريب القانوني.

### باكستان
مبادرات الوصول إلى العدالة (AJI) هي مجموعة من المشاريع التي ينفذها برنامج سرهد للدعم الريفي (SRSP) في خيبر باختونخوا، باكستان، والتي تهدف إلى تعزيز الوعي القانوني وتمكين المواطنين على مستوى القواعد الشعبية من خلال تمكينهم من الضغط من أجل حقوقهم وطلب التعويضات عن مشاكلهم القانونية.

#### التكوين
تشمل مبادرات الوصول إلى العدالة المشاريع التالية:
1. التمكين القانوني
2. أيتيبار البديل لتسوية المنازعات
3. إرتفاع الوعي
4. تعزيز سيادة القانون في مالاكاند
5. حل النزاعات المجتمعية

#### الميزات
السمة المشتركة للمشاريع هي أنها تهدف جميعها إلى تعزيز قدرة المجتمعات المحرومة على حماية حقوقها والمشاركة ومساءلة المؤسسات العامة. في المجتمعات الهرمية التقليدية، المجتمع المدني تواجه المنظمات تحديات في تعزيز الوصول إلى الخدمات من أجل المهمشون والضعفاء المجموعات.
تسعى المشاريع إلى معالجة قضايا ضعف الروابط بين آليات العدالة والافتقار إلى الدعم القانوني الموثوق. تركز بعض المشاريع على مؤسسات العدالة غير الرسمية بحيث يمكن استخدام طرق بديلة لتسوية المنازعات على مستوى المجتمع، بينما تساعد في إنشاء منتدى للحوار بين الآليات الرسمية وغير الرسمية. يتم تدريب أفراد المجتمعات ليكونوا مساعدين قانونيين لسد الفجوة بين أعضاء المجتمع الأكثر ضعفًا ومؤسسات الدولة. في المناطق النائية والمتخلفة من باكستان، يتردد عامة الناس في الثقة بالشرطة أو المحامين، لكنهم يظهرون ميلًا أكبر للثقة بأعيان مجتمعاتهم، الذين غالبا ما يحلون النزاعات عبر جيرغا النظام. يتم اطلاع المساعدين القانونيين والوسطاء حول حقوق الإنسان، النظام القانوني وحدود سلطتهم في حل النزاعات المعقدة. هذا يضمن عدم مصادرة حقوق المشاركين. يتعين على مجالس تسوية المنازعات (DRC’s) التي تم إنشاؤها في هذا الصدد العمل بالتعاون مع الشرطة المحلية لضمان الشفافية والكفاءة. وتم تدريب عدد كبير من النساء على النحو التالي: الوسطاء وشبه لجعل البرنامج أكثر تقبلا ل النساء.
المساعدة القانونية يتم توفيرها للأفراد الذين لا يمكن حل مشاكلهم من خلال التفاوض، التوفيق، الوساطة أو غيرها الطريقة غير الرسمية. في كثير من الأحيان، القضية التي تستحق المساعدة القانونية تنطوي على قضايا زواج الأطفال، الزواج القسري، القسوة الزوجية، حضانة الأطفال، الحرمان من الميراث، التمييز الخ.

### الولايات المتحدة
نظرًا لأن النموذج التقليدي لخدمات التوصيل يتطلب تنفيذ جميع الأعمال القانونية بطريقة مخصصة، فإن توفير الخدمات القانونية بشكل عام غير مرن. الأسر غير المؤهلة للحصول على المساعدة القانونية ولكنها غير قادرة بسهولة على تحمل تكاليف الخدمات القانونية المصممة حسب الطلب تعاني بشكل فعال من نقص الخدمات من النموذج التقليدي. وجد تقرير صادر عن اللجنة الدائمة لنقابة المحامين الأمريكية بشأن تقديم الخدمات القانونية أنه «من بين الأسر ذات الدخل المتوسط، استخدم 39٪ النظام القانوني لمحاولة حل مشكلاتهم القانونية، وحاول 23٪ حلها دون مساعدة قانونية، و 26٪ اتخذوا عدم اتخاذ أي فعل.»

#### الحلول التكنولوجية
نظر المحامون والمصممون وعلماء الكمبيوتر في طرق استخدام التكنولوجيا لتحسين وصول غير المحامين إلى العدالة.
تعاون معهد إلينوي للتكنولوجيا (IIT's) للتصميم وكلية شيكاغو-كينت للقانون في إعادة تصميم متعددة السنوات لخبرة المتقاضين الذين يمثلون أنفسهم في المحاكم. وثق تقريرهم لعام 2002 تحقيقهم في أنظمة المساعدة الحالية، وإنشاء بروتوكول تصميم جديد، والتخطيط لتصميم نظام جديد. كما يطرح التقرير عددًا من التصاميم المفاهيمية، ويعيد تصور كيفية عمل نظام المحاكم وكيف يمكن للناس الوصول إليه. بعض مقترحاتهم تشمل:
- «كورتنيت»، وهي شبكة داخل مبنى المحكمة، لربط الموظفين القضائيين والجمهور معا;
- «المترجم التفاعلي»، أداة برمجية يمكن استخدامها في المقابلات وتبادل المحاكم، قادرة على ترجمة الاتصالات اللفظية والنصية إلى لغات مختلفة;
- «النماذج الأصلية»، وهي منصة تشخيص تصمم المشكلات القانونية للمستخدمين وتصنفها وتقدم خدمات الإحالة;
- «السعي مقيم»، أداة على الإنترنت للسماح المتقاضين المحتملين تقييم ما إذا كانت متابعة قضية سيكون من المفيد وقتهم، والمال، والجهد
- «صانع الشكاوى»، واجهة إلكترونية للسماح للمتقاضين باستخراج البيانات من وضع مشكلتهم وتجميعها في مستندات قانونية مختلفة;
- «المخبر»، وهو برنامج يستخدم نماذج من الحالات لمساعدة المتقاضين على تصميم نماذجهم الخاصة وتعليمهم كيفية التقديم بشكل صحيح؛ و
- «تعقب الحالة»، وهو أرشيف تفاعلي قابل للبحث لتاريخ حالة المتقاضي، يوفر جدولا زمنيا واضحا وإشارة إلى الإجراءات السابقة.

يعمل مركز بيركمان بكلية الحقوق بجامعة هارفارد مع قاضية محكمة الإسكان في ماساتشوستس دينا فين لتصميم الوصول إلى العدالة المدنية في الولاية للمتقاضين المحترفين وذوي الدخل المنخفض والمتقاضين الذين لا يجيدون اللغة الإنجليزية والأشخاص ذوي الإعاقة.
يستضيف CodeX ، مركز ستانفورد للمعلوماتية القانونية، مشاريع مثل Legal.io و Ravel Law ، التي تتناول تطبيق المعلوماتية القانونية للوصول إلى قضايا العدالة، وتجمع مجتمعًا يجمع الباحثين والمحامين ورجال الأعمال والتقنيين معًا للعمل جنبًا إلى جنب - الجانب لتعزيز حدود التكنولوجيا القانونية.